# Magsaysay (Misamis Oriental)
Magsaysay (Linugos) ist eine philippinische Stadtgemeinde in der Provinz Misamis Oriental.

## Baranggays
Magsaysay ist politisch in 25 Baranggays unterteilt.
| - Abunda - Artadi - Bonifacio Aquino - Cabalawan - Cabantian - Cabubuhan - Candiis - Consuelo - Damayuhan - Gumabon - Kauswagan - Kibungsod - Mahayahay | - Mindulao - Pag-asa - Poblacion - San Isidro - San Vicente - Santa Cruz - Tibon-tibon - Tulang (Cadena de Amor) - Villa Felipa - Katipunan - Tama - Tinaan |

## Söhne und Töchter
- Reynaldo Bersabal (* 1962), römisch-katholischer Weihbischof in Sacramento